# Robert Minasjan
Robert Minasjan (orm.: Ռոբերտ Մինասյան, ur. 8 kwietnia 1997 w Erywaniu) – ormiański piłkarz, napastnik, występujący w klubie Piunik Erywań. Młodzieżowy reprezentant Armenii.